# Glypta pisici
Glypta pisici là một loài tò vò trong họ Ichneumonidae.